# Le Jardin des délices de Jérôme Bosch
Le Jardin des délices de Jérôme Bosch è un cortometraggio del 1980 diretto da Jean Eustache e basato sull'omonimo trittico del pittore fiammingo Hieronymus Bosch.